# 아볼하산 바니사드르
아볼하산 바니사드르(1933년 3월 22일~2021년 10월 9일, 페르시아어: ابوالحسن بنی‌صدر)는 이란의 초대 대통령 이란의 정치인이다.
1980년부터 1981년까지 이란의 초대 대통령을 지냈다. 1960년대 초반 군주제 반대 운동에 참가했다는 이유로 두 차례의 감옥 생활을 했으며 1963년에 일어난 폭동 때 큰 부상을 입었다. 프랑스로 도피한 이후에는 루홀라 호메이니가 이끌던 레지스탕스 조직에 참가했으며 1979년 2월 호메이니와 함께 귀국했다. 경제학자 출신이었던 그는 재무부 장관 대행과 외교부 장관 대행을 맡았으며 후에 재무부 장관으로 공식 임명되었다.
1980년 1월 25일에 실시된 대통령 선거에서 자유주의자와 사회주의자, 여성의 지지를 많이 얻어 대통령에 선출되었지만 이란 의회는 보수주의 성향을 띠고 있던 이슬람교 성직자가 다수를 차지했고 그와 대립 관계에 있던 모하마드 알리 라자이가 총리로 선출되었다. 이란 의회는 1981년 6월 21일에 바니사드르 대통령에 대한 탄핵동의안을 채택했으며 호메이니는 1981년 6월 22일에 의회의 탄핵동의안을 수락했다. 이에 따라 라자이가 이란의 제2대 대통령으로 취임했다. 바니사드르는 1981년 7월 28일에 프랑스로 망명하게 된다.

## 사진

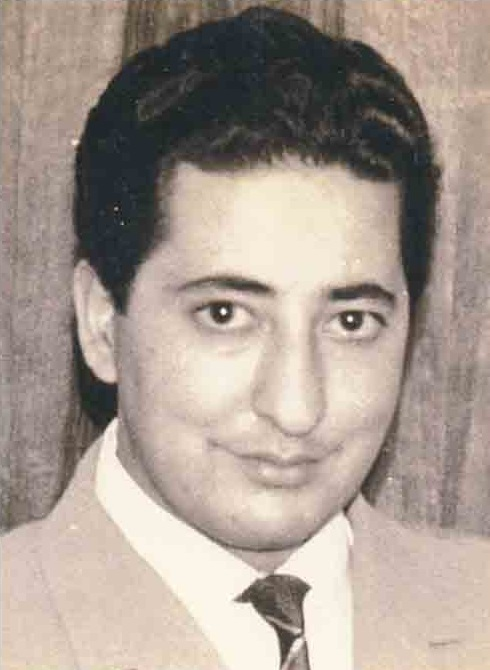
1958년 모습
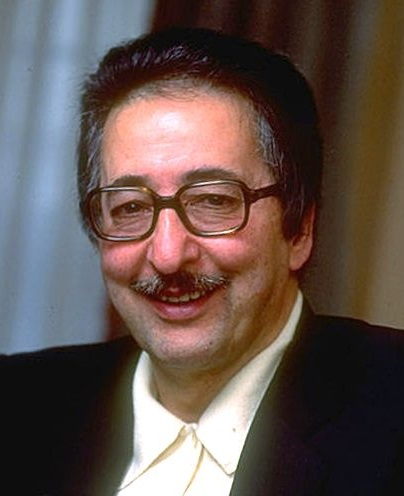
1980년 모습

## 역대 선거 결과
| 선거명      | 직책명        | 대수 | 정당   | 득표율 | 득표수       | 결과 | 당락 |
| ----------- | ------------- | ---- | ------ | ------ | ------------ | ---- | ---- |
| 1980년 선거 | 이란의 대통령 | 1대  | 무소속 | 75.60% | 10,709,330표 | 1위  |      |